# Transfermarkt
Transfermarkt је немачки веб-сајт који садржи разне информације и податке у вези с фудбалом: о играчима, тренерима, судијама, резултатима, погоцима, трансферима и утакмицама. Налази се у власништву предузећа Axel Springer. Спада у двадесет и пет најпосећенијих сајтова у Немачкој и највећи је онлајн спортски портал, одмах после Кикера.
Веб-сајт такође садржи приближне податке у вези с новчаном вредношћу сваког фудбалског играча. Разна истраживања су показала да су те вредности, као и гласине, углавном тачне.